# 戴戴·恩塔布
戴戴·恩塔布（荷蘭語：Dai Dai N'tab，1994年8月17日—），荷兰男子速度滑冰运动员，2020年世界单程距离速度滑冰锦标赛男子团体竞速赛金牌得主、2021年世界速度滑冰锦标赛男子500米铜牌得主。